# Lose Yourself
Lose Yourself – utwór Eminema wydany w roku 2002, pochodzący ze ścieżki dźwiękowej do filmu 8. Mila. Jest to pierwszy hip-hopowy utwór nagrodzony Oscarem.
Singel ten zajmował pierwsze miejsca na listach przebojów w USA i Wielkiej Brytanii. W 2004 utwór znalazł na 166. miejscu listy 500 utworów wszech czasów magazynu „Rolling Stone”.
W filmie piosenkę tę napisał Rabbit – główny bohater. Opowiedział w niej o życiu rapera, w którym pasja do muzyki miesza się z przeciętnością, a nawet biedą. To dzięki muzyce może zmienić swój los.
W 2003 roku podczas pożegnalnego koncertu Paktofoniki zespół wykonał swoją piosenkę „W moich kręgach” z podkładem muzycznym pochodzącym z „Lose Yourself”.
Istnieją dwie wersje tego utworu: 5 minutowa wydana w 2002 roku i druga wersja demo trwająca 3 minuty, którą Eminem nagrał wcześniej. Druga wersja nigdy nie była opublikowana, a światło dzienne ujrzała dopiero pod koniec listopada 2014 roku wraz z wydaniem kompilacji Shady XV. Sam Eminem nie wiedział o istnieniu tego utworu do czasu gdy jego menedżer Paul Rosenberg zapytał go czy pamięta wersję demo.